# 马来亚铁道城际铁路

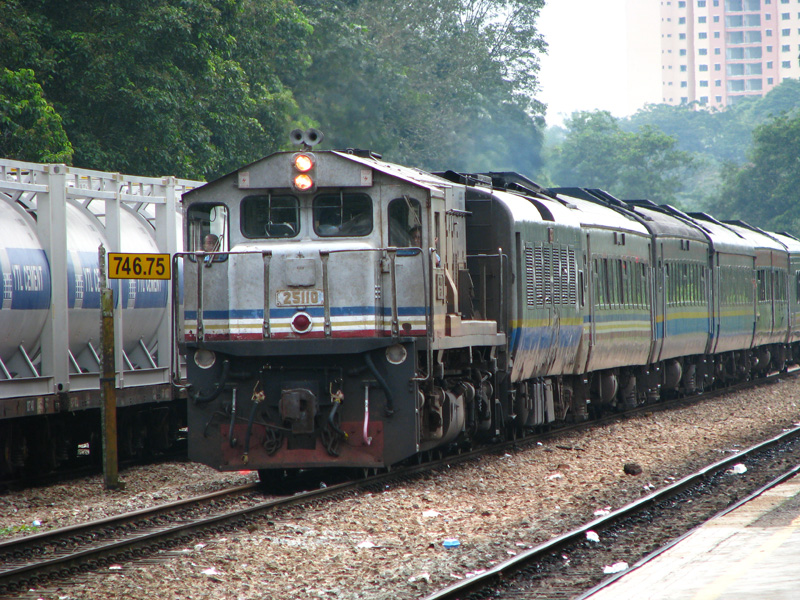
KTM城际铁路列车

KTM城际铁路（英語：KTM Intercity）是由马来亚铁路公司经营的长途城际旅客列车服务，城际服务主要以首都吉隆坡为中心，及经由西海岸线和东海岸线两条干线运行，可到达的目的地除了包括马来西亚半岛的各大主要城市外，还可以到达新加坡和泰国合艾。随着2010年KTM电动列车服务（ETS）启用后，现今城际铁路之在道北－金马士－新山－兀兰营运，金马士站往北则改用复线电气化的电动火车。

## 运营服务
自2011年7月1日起，新加坡的业务已从丹戎巴葛站移至兀兰火车关卡。所有乘客都将从关卡上下列车，该检查站设有马来西亚和新加坡的联合出入境检验检疫设施。自2015年7月1日起，所有新山中央以北的列车服务将截短至该车站为止。从新山中央车站至兀兰关卡区段的铁路服务由地不佬接驳列车（Shuttle Tebrau）取代。来自新山中央以北的乘客必须在该车站搭乘地不佬接驳列车才可以前往兀兰关卡，并将在新柔捷运落成后终止服务。

### 席位等级
KTM城际铁路列车提供六种座席和卧铺等级，满足不同类型旅客的旅行需求。
- 空调二等座（Air-conditioned Second Class，ASC）：每节车厢设有60个座位，座位排列为2+2方式，座位布置以车体横向中心线划分为两边，两边各30个座位分别面向车厢两端方向，座椅无法旋转但靠背角度可以调节；客室两端各设有一台液晶电视，播放马来亚铁道相关资讯。
- 空调二等卧铺（Air-conditioned Day/Night Second，ADNS）：每节车厢设有40个卧铺，包括20个上铺和20个下铺，每个铺位均设有布帘以保障旅客隐私，每节车厢设有两个公共卫生间。目前该席位类型仅在往返新山中央和道北的的东方人民快车上提供。

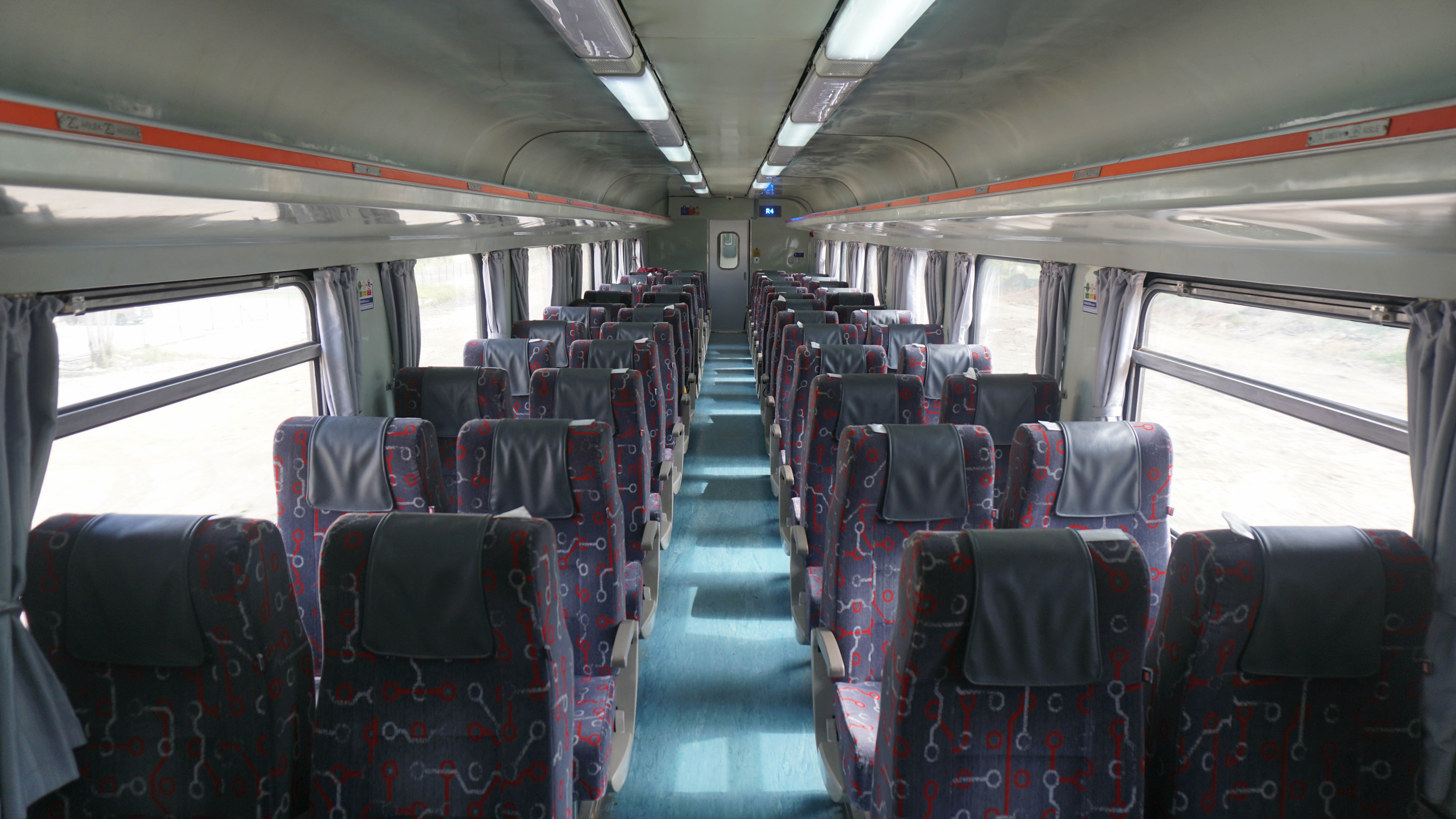
空调二等座（ASC）
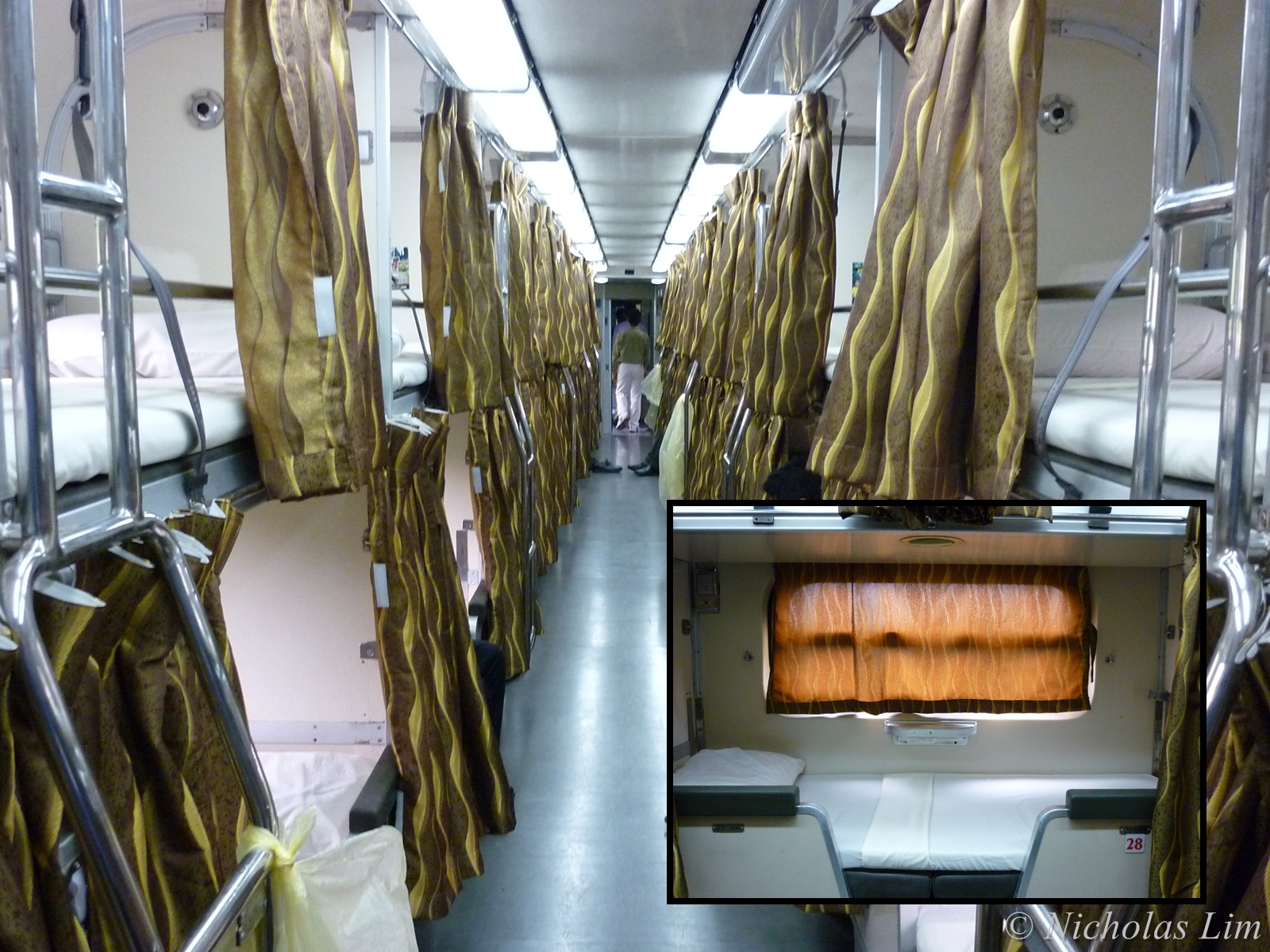
空调二等卧铺（ADNS）

### 列车服务

#### 快车（只停留主要城镇站点）
快车服务通常由一辆机车、10辆客车和一辆空调车组成。

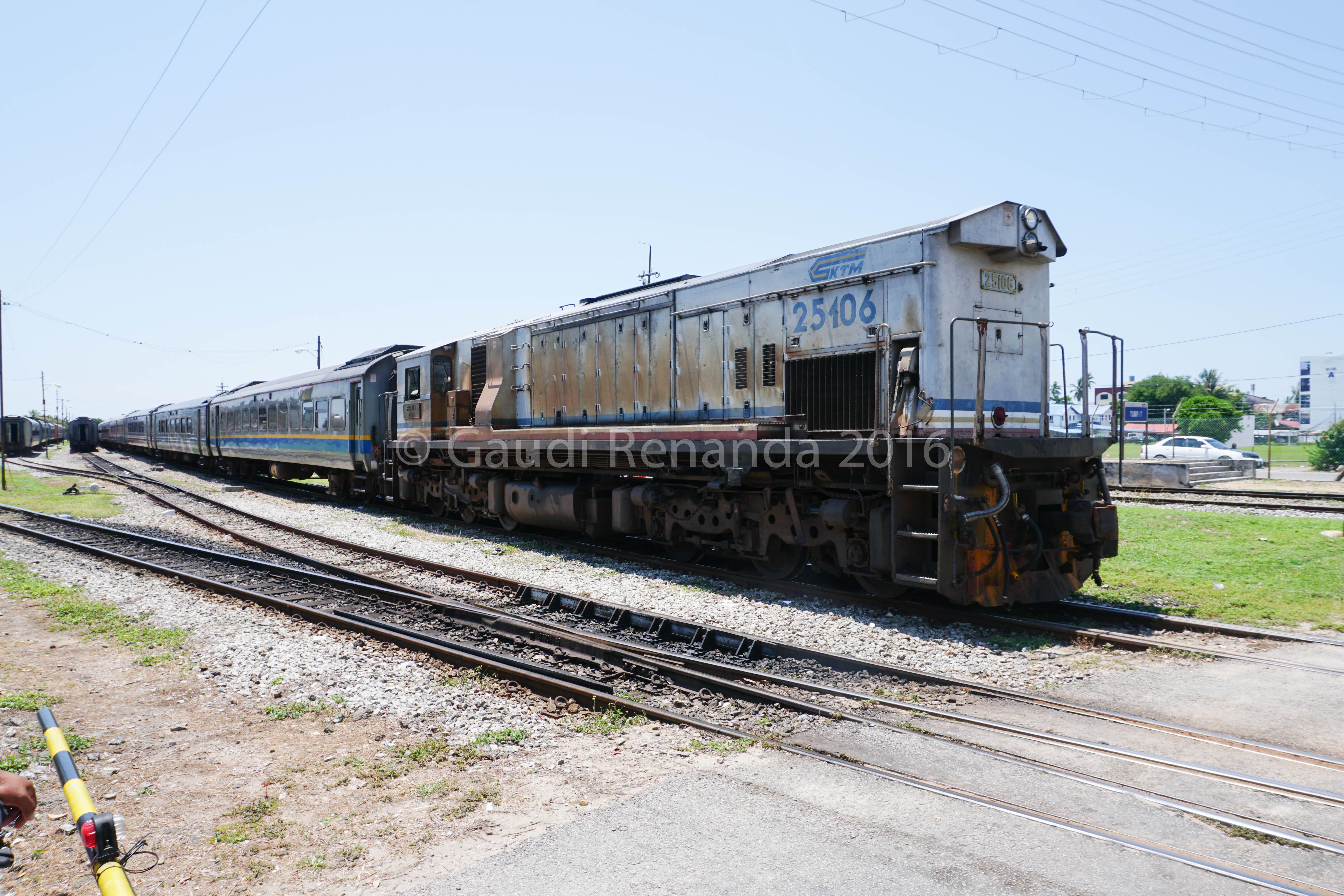
东方人民快车: 新山中央－道北VV
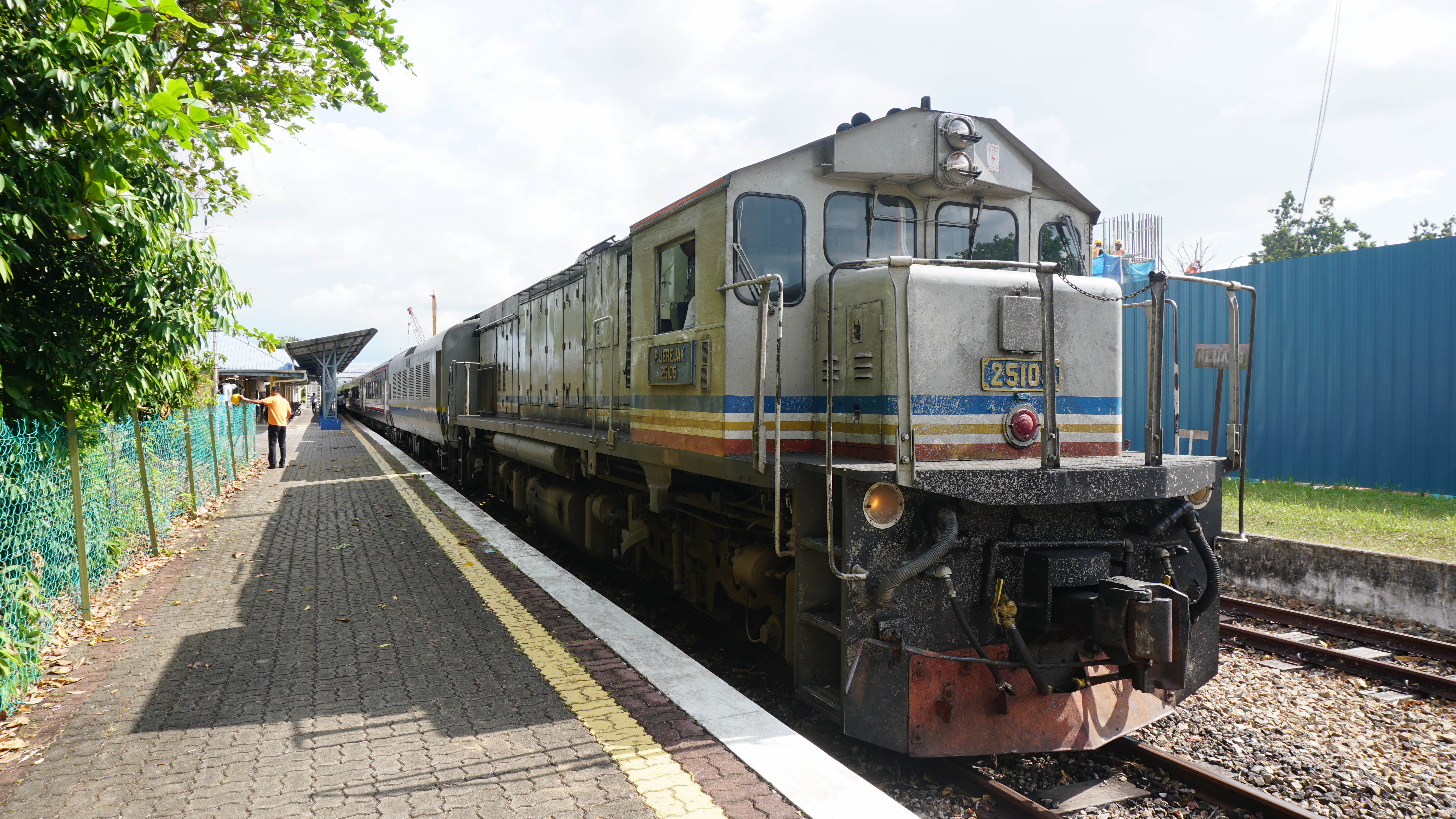
南方快车: 新山中央－普罗士邦／淡边VV

快车时间表（仅列出起讫站）：
| 车次编号 | 服务         | 路线                                | 席位类型  |
| -------- | ------------ | ----------------------------------- | --------- |
| ERT26    | 东方人民快车 | 甘拔士峇鲁（20:44）– 道北（12:54)   | ASC, ADNS |
| ERT27    | 东方人民快车 | 道北（20:30）– 甘拔士峇鲁（12:08)   | ASC, ADNS |
| ES41     | 南方快车     | 金马士（02:00）– 甘拔士峇鲁（06:07) | ASC       |
| ES42     | 南方快车     | 甘拔士峇鲁（08:50）– 金马士（13:14) | ASC       |
| ES43     | 南方快车     | 金马士（09:30）– 甘拔士峇鲁（13:55) | ASC       |
| ES44     | 南方快车     | 甘拔士峇鲁（15:00）– 金马士（19:06) | ASC       |
| ES45     | 南方快车     | 金马士（15:20）– 甘拔士峇鲁（19:27) | ASC       |
| ES46     | 南方快车     | 甘拔士峇鲁（18:25）– 金马士（22:47) | ASC       |

#### 接驳列车（沿路每站都停）
接驳列车服务通常由一辆机车、4辆客车和一辆空调车组成。

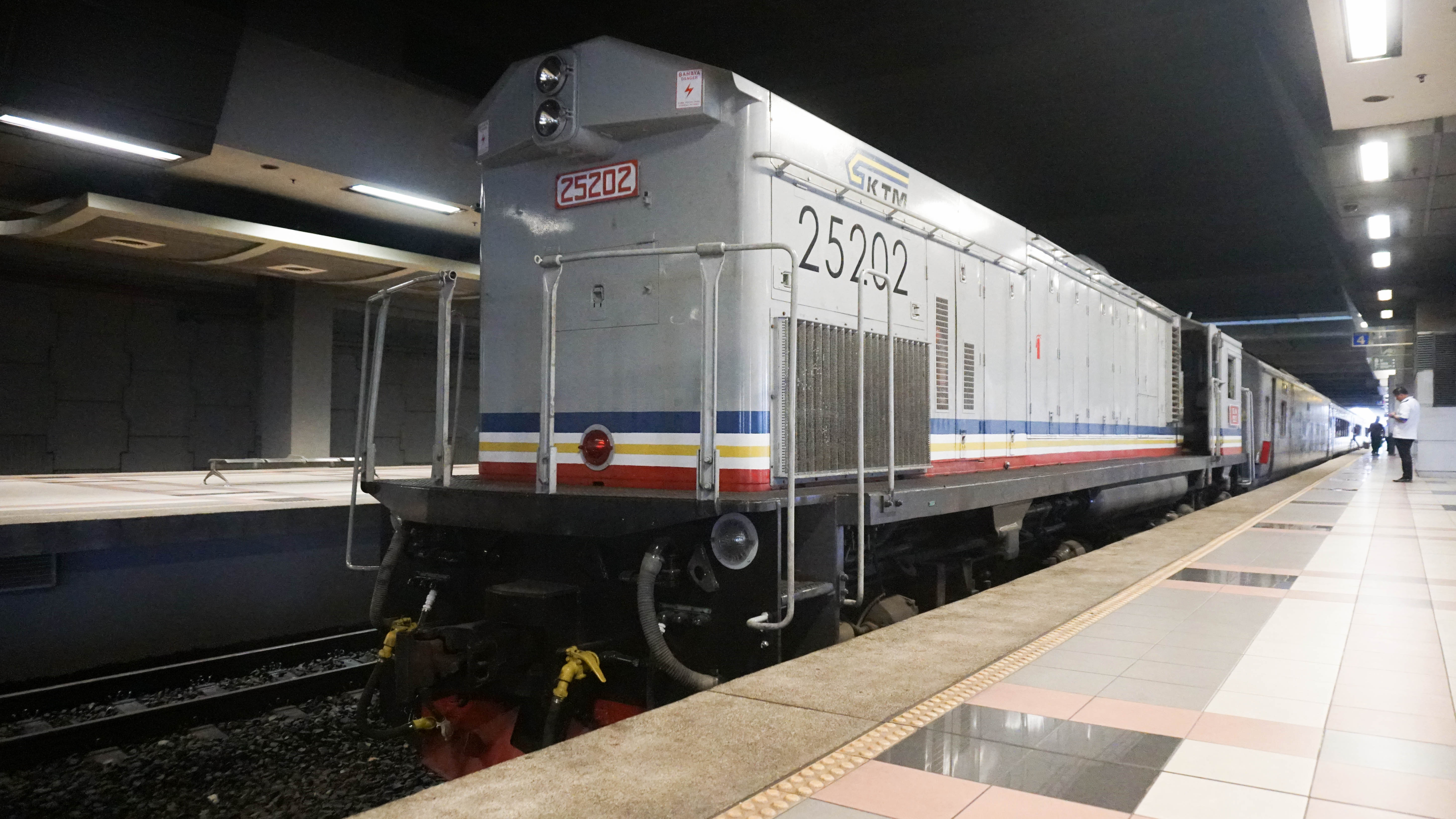
地不佬接驳列车: 新山中央－兀兰关卡VV
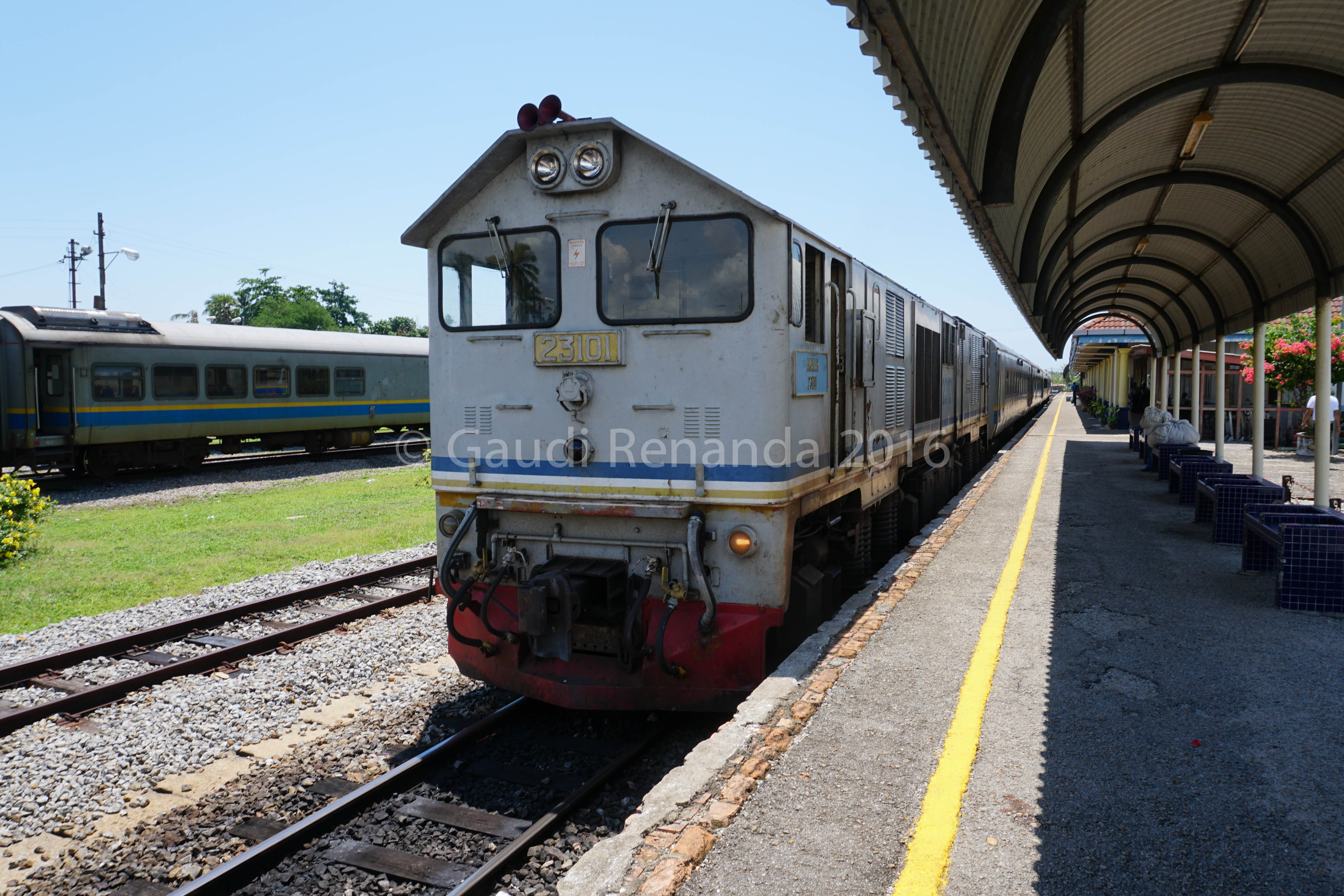
东方接驳列车: 东海岸铁路线的接驳列车服务，往返道北、达蓬、话望生、瓜拉立卑等地VV

东方接驳列车时间表（仅列出起讫站）：
| 车次编号 | 服务         | 路线                              | 席位类型 |
| -------- | ------------ | --------------------------------- | -------- |
| SH34     | 东方接驳列车 | 金马士（09:25）– 瓜拉立卑（14:25) | ASC      |
| SH35     | 东方接驳列车 | 瓜拉立卑（10:20）– 金马士（15:02) | ASC      |
| SH36     | 东方接驳列车 | 金马士（15:35）– 瓜拉立卑（20:17) | ASC      |
| SH37     | 东方接驳列车 | 瓜拉立卑（16:10）– 金马士（21:10) | ASC      |
| SH50     | 东方接驳列车 | 瓜拉立卑（03:20）– 话望生（05:00) | ASC      |
| SH51     | 东方接驳列车 | 道北（04:10）– 瓜拉立卑（11:42)   | ASC      |
| SH52     | 东方接驳列车 | 话望生（05:05）– 道北（10:42)     | ASC      |
| SH53     | 东方接驳列车 | 道北（07:05）– 话望生（12:29)     | ASC      |
| SH55     | 东方接驳列车 | 道北（10:00）– 达蓬（13:35)       | ASC      |
| SH56     | 东方接驳列车 | 达蓬（14:55）– 道北（18:22)       | ASC      |
| SH57     | 东方接驳列车 | 道北（16:05）– 话望生（22:33)     | ASC      |
| SH58     | 东方接驳列车 | 话望生（14:50）– 道北（19:46)     | ASC      |
| SH59     | 东方接驳列车 | 话望生（22:40）– 瓜拉立卑（00:22) | ASC      |
| SH60     | 东方接驳列车 | 瓜拉立卑（16:35）– 道北（23:57)   | ASC      |